# St-Pierre (Ambarès-et-Lagrave)

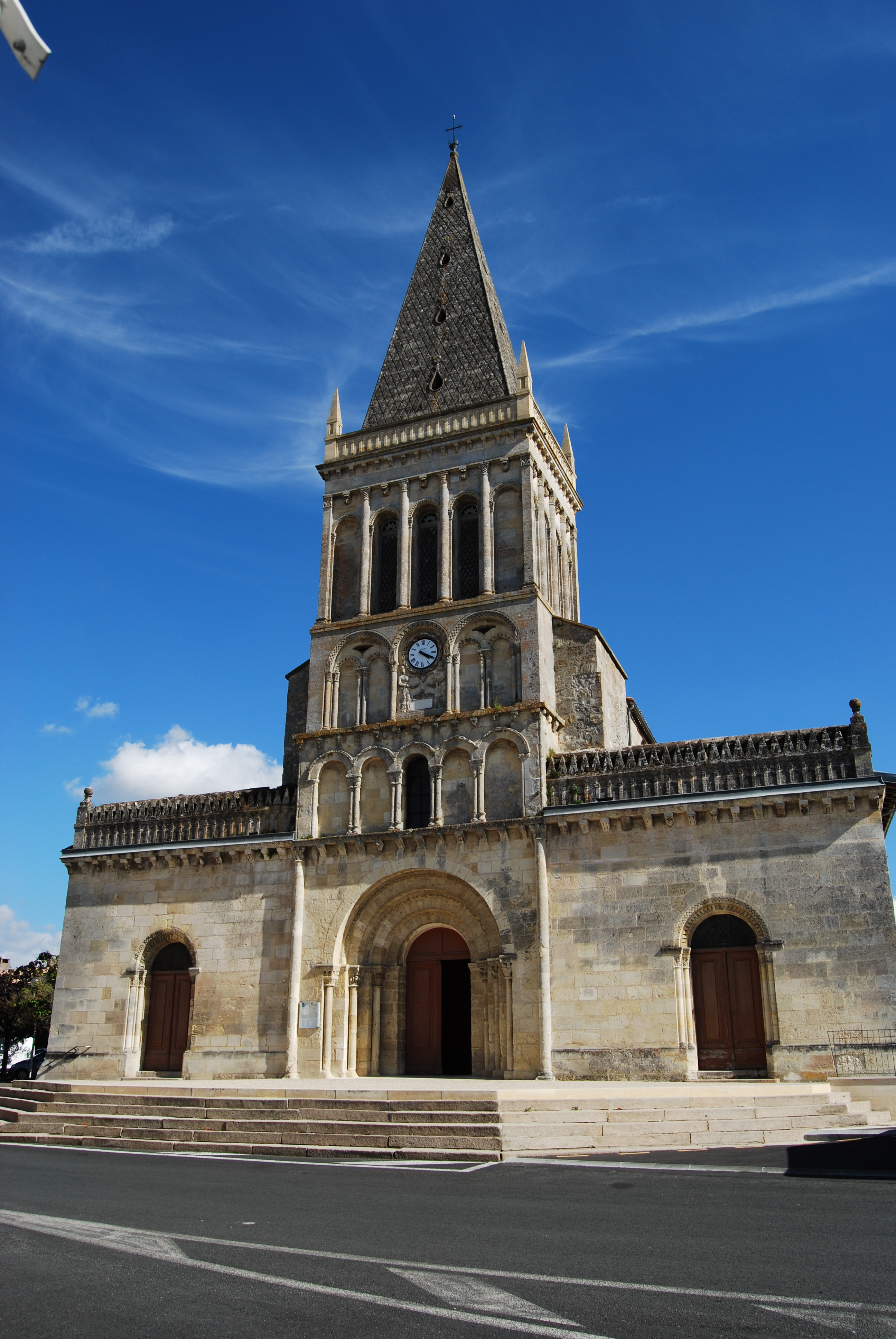
Kirche St-Pierre

Die Kirche St-Pierre in Ambarès-et-Lagrave, einer französischen Stadt im Département Gironde in der Region Nouvelle-Aquitaine, wurde ursprünglich im 11. Jahrhundert errichtet. Im Jahr 2002 wurde die Kirche an der Rue Victor Hugo als Monument historique in die Liste der Baudenkmäler in Frankreich aufgenommen.

## Geschichte

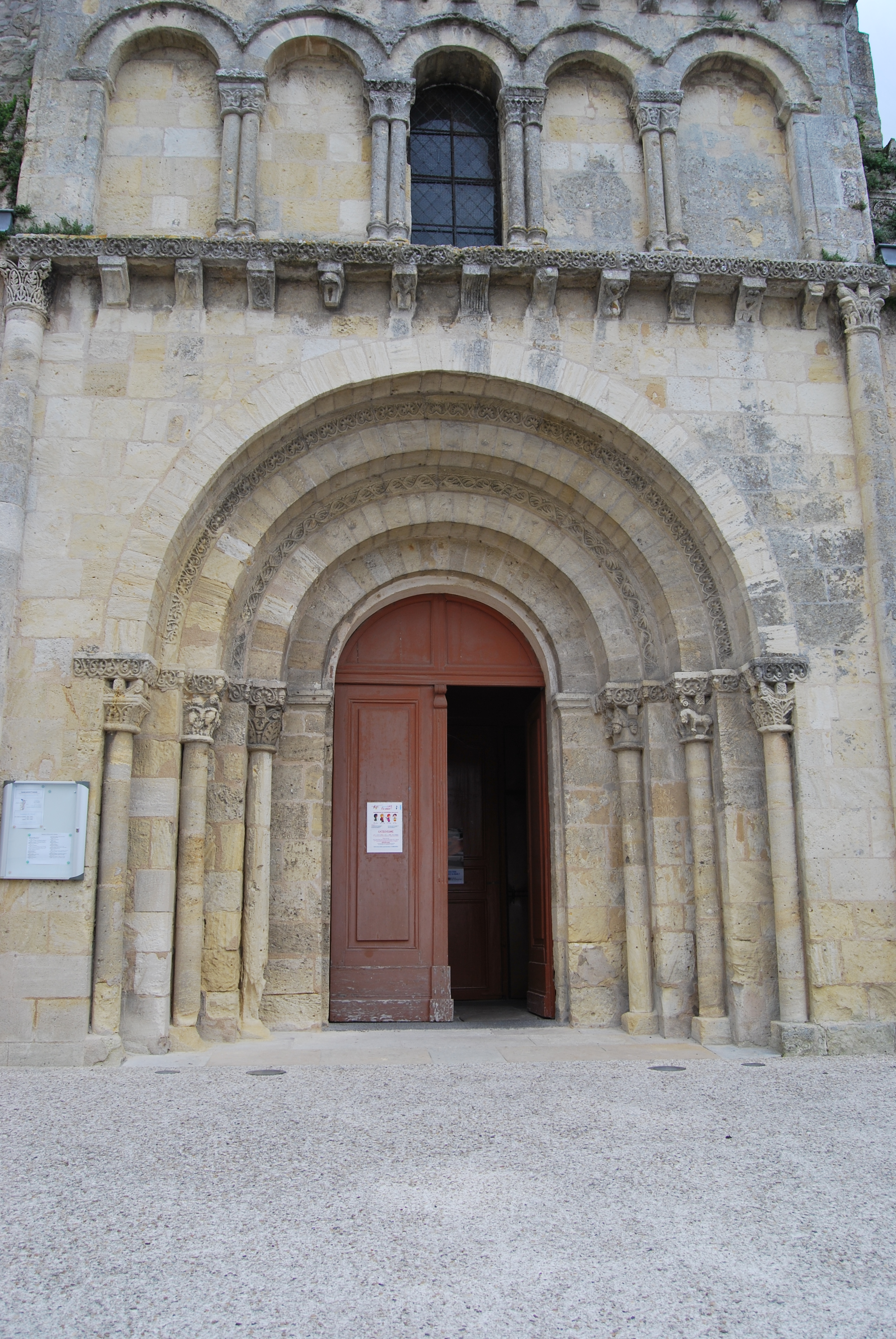
Romanisches Portal

Die ursprüngliche Kirche besaß nur ein Schiff. Das Chorhaupt und der westliche Abschluss der Kirche wurden im 12. Jahrhundert hinzugefügt. Während des Hundertjährigen Krieges wurde die Kirche befestigt.
Im 18. Jahrhundert wurde die Kirche mit Seitenschiffen versehen. Obwohl das Bauwerk Anfang des 19. Jahrhunderts verfiel und danach mehrmals verändert wurde, blieb das romanische Portal aus dem 12. Jahrhundert erhalten.

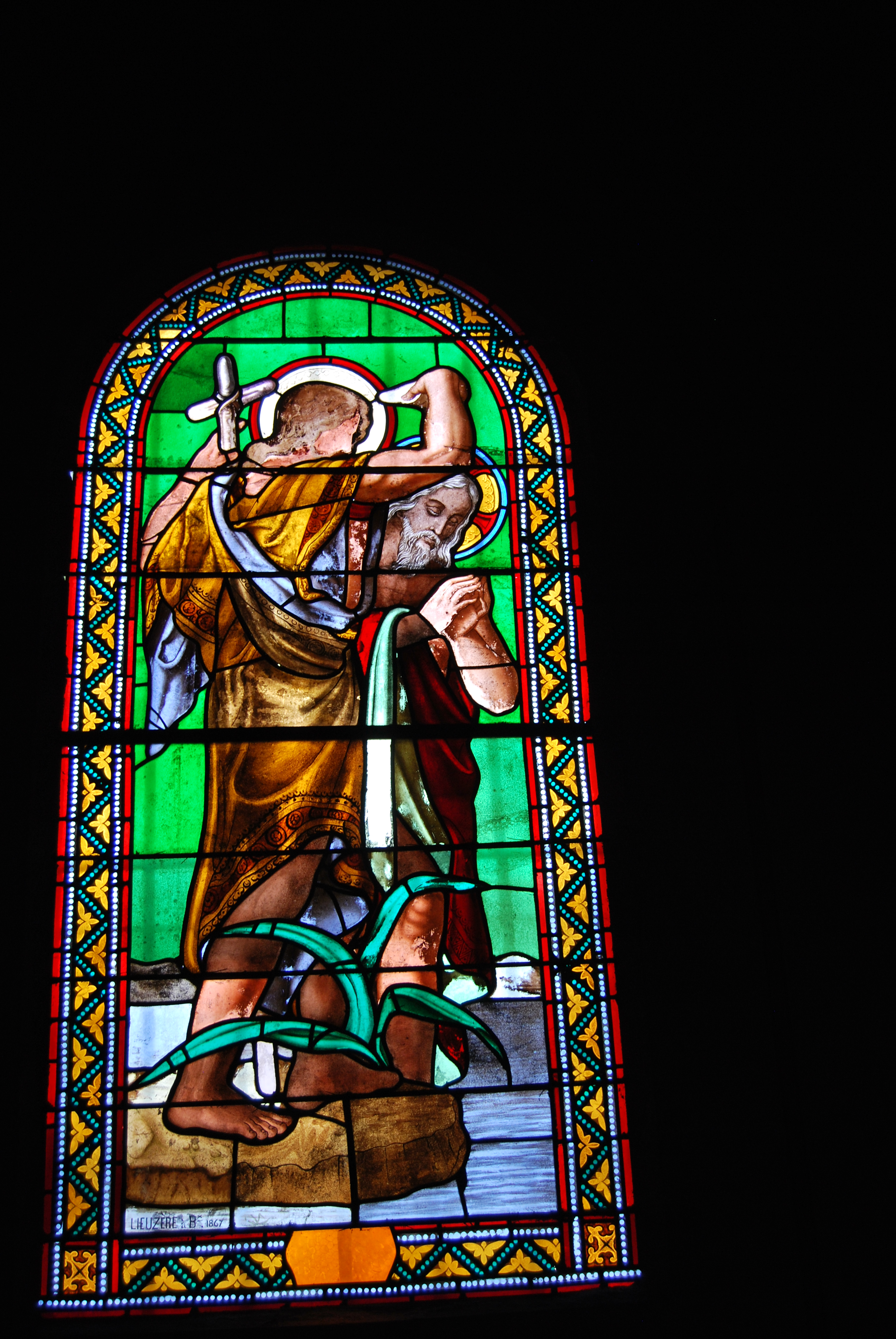
Bleiglasfenster mit der Darstellung der Taufe Jesu, geschaffen 1867 von Gustave Pierre Dagrant

## Bleiglasfenster
Die Bleiglasfenster wurden ab den 1860er Jahren eingebaut.

## Ausstattung
Von der Kirchenausstattung sind die Kanzel, der Osterleuchter und das Taufbecken aus dem 18. Jahrhundert erwähnenswert.